# 干花豆
干花豆（学名：Fordia cauliflora）为豆科干花豆属下的一个种。